# برنامج الإعانة العامة للوكالة الفيدرالية لإدارة الطوارئ
يقدم برنامج الإعانة العامة للوكالة الفيدرالية لإدارة الطوارئ (FEMA) المساعدات لحكومات الدول والحكومات المحلية وبعض الهيئات غير هادفة للربح في أعقاب أية كارثة بهدف مساعدة المجتمعات فيما تبذله من جهود للتعافي.
ويقدم هذا البرنامج إعانات فيدرالية في حالات الكوارث لإزالة الأنقاض، وإجراءات الوقاية في حالات الطوارئ، وإصلاح الممتلكات المدمرة في الكوارث، أو استبدالها، أو ترميمها. ويهدف البرنامج لأن يكون مُكمِلاً للإعانات الفيدرالية في حالات الكوارث التي تحصل عليها المؤسسات أو الشركات بالفعل. وبرنامج الإعانة العامة (واختصاره بالإنجليزية PA) يستند إلى شراكة قائمة بين مسؤولي الوكالة الفيدرالية لإدارة الطوارئ (FEMA)، والمسؤولين الحكوميين والمحليين. والمساهمة الفيدرالية في الإعانة يجب أن تكون أقل من 75% من التكلفة المُستحَقة لجهود الطوارئ والترميم. أما باقي الأموال، فتتولى الحكومة تخصيصها بوجه عام وتتوزع على المتقدمين المؤهلين للحصول عليها.

## معايير أهلية المُتقدِم للإعانة
للحصول على أموال الإعانة العامة، يلزم على المُتقدِم التسجيل في خلال ستين يومًا من وقوع الكارثة. وينبغي أن يكون مؤهلاً أولاً لكي يتقدم للحصول على هذه الإعانة العامة من الوكالة الفيدرالية لإدارة الطوارئ (FEMA). وتشمل الجهات المُؤهَلة: الهيئات الحكومية التابعة للدولة، والحكومات المحلية، والقبائل الهندية المُعترَف بها فيدراليًا، والمنظمات الخاصة غير الهادفة للربح.

## معايير أهلية المرافق
لكي يكون المرفق مؤهلاً للحصول على الإعانة العامة من الوكالة الفيدرالية لإدارة الطوارئ (FEMA)، يلزم أن يكون واقعًا في المنطقة المحددة التي تعرضت للكارثة، وأن يكون خاضعًا للمسؤولية القانونية للمُتقدِم المؤهل للحصول على الإعانة. كما ينبغي أن يكون مُستخدَمًا في وقت الكارثة، ومفتوحًا للجماهير.

## أنواع العمل التي تغطيها الإعانة
يمكن أن ينطبق برنامج الإعانة العامة من الوكالة الفيدرالية لإدارة الطوارئ (FEMA) على نوعين فقط من أعمال التعافي من الكوارث. النوع الأول هو أعمال الطوارئ؛ ويشمل ذلك إزالة الأنقاض، والإجراءات الوقائية التي تُتخَذ لتأمين المنشآت والحيلولة دون وقوع مزيد من الأضرار للمنشأة أو للصحة العامة. أما النوع الثاني، فهو الأعمال الدائمة؛ والتي تغطي الإجراءات اللازمة لترميم المنشأة أو استبدالها.

## عملية التقدم للإعانة
إن عملية التقدم طويلة بعض الشيء، ويمكن أن تتضمن الخطوات التالية:
- تقييم أولي للأضرار يتم على أساسه تخصيص تمويل الاحتياجات المباشرة والمدفوعات العاجلة
- منح المُتقدِم للإعانة التعليمات عند تلقيه نموذج طلب الإعانة العامة واستكماله إياه
- في حالة قبول طلب الإعانة العامة، يُعين للمُتقدِم منسق إعانة عامة
- تكون المرحلة التالية هي لقاء تمهيدي بين المُتقدِم للإعانة والمنسق المُعين له
- يتم تحديد احتياجات المُتقدمين وتُستنتَج تقديرات التكلفة من خلال عملية تكوين المشروعات
- التصديق على تقديرات التكلفة للمشروعات الصغيرة التي سبق إعدادها عن طريق عملية مصادقة قياسية
- أخيرًا، وفي حالة كان المُتقدِم مؤهلاً، توافق الوكالة الفيدرالية لإدارة الطوارئ على تقديم التمويل اللازم لمشروع التعافي من الكوارث، وتتولى معالجته.